# Église Saint-Antonin de Levens
L'église Saint-Antonin est une église catholique située à Levens, en France.

## Localisation
L'église est située dans le département français des Alpes-Maritimes, sur la commune de Levens.

## Historique
Le chartrier de l’abbaye Saint-Pons de Nice fait mention, en 1286, est la propriété de la commune.
La construction de la première église est vraisemblablement antérieure au XIIIe siècle, mais elle a subi de nombreux remaniements, en particulier au début XVIIe siècle.
La façade a été refaite au XXe siècle en s'inspirant de la cathédrale de Monaco avec des pierres provenant des carrières de La Turbie, mais surtout des carrières de Sainte-Claire, hameau de Levens.
Le fresquiste Guy Ceppa a restauré en 1981-1982 la décoration des voûtes de l'église qui existaient au XVIIe siècle.
L'édifice est inscrit au titre des monuments historiques le 22 décembre 1941.

## Architecture
L'église présente actuellement un plan basilical, avec une nef de quatre travées et deux collatéraux ; le chœur et les bas-côtés se terminent par des chevets plats. Les trois nefs sont séparées par deux rangées de quatre piliers chacune, en calcaire gris du pays. Les bases des colonnes comportent de curieuses têtes de style roman tardif, très diversifiées, dont un « sourire de Levens ».

## Mobilier
Sur la tribune en fond de nef, un orgue de facteur inconnu, provenant de la chapelle de l’ancien petit séminaire de Nice et remonté par le facteur Martella de Nice en 1898. Il a été reconstruit et agrandi en 1969 par Pesce & Fils. Il comporte 32 jeux dans un seul buffet sans positif, répartis sur deux claviers et un pédalier. Dans les années 1950, le titulaire était Joseph Garin, auquel ont succédé Mlle Bovis puis Jeannine Gualtieri.
Chaire de la fin du XVIe siècle et prédelle racontant la vie de saint Antonin, de 1594.
Deux toiles de Jacques Bottero, artiste niçois du XVIIe siècle, dans le chœur, représentent saint Antonin : Prédication de saint Antonin et Décollation de saint Antonin datées de 1697.
Table de communion de 1779 en marbre de Carrare polychrome et incrusté d’onyx.
Statue de la Vierge en bois polychrome. La Vierge du Vœu rappelle une terrible épidémie de fièvre dévastant la région en 1735. Les Levensans firent le vœu en 1738 pour la remercier de sa protection, que chaque 8 décembre, Elle serait célébrée avec la promesse de renouveler ce vœu chaque trente ans. La Vierge porte des vêtements réalisés par les sœurs de l’abbaye de Castagniers. Le vœu a été renouvelé en 2008 ainsi que la robe de la Vierge. La Vierge est placée au centre du retable.
Autel des âmes du Purgatoire d'époque Empire avec un tableau représentant « Saint Louis de Gonzague et saint Nicolas de Tolentino intercédant auprès de saint Pierre pour les âmes du Purgatoire ».
La statue de saint Antonin avec la palme du martyre date du XIXe siècle.